# 幻燐の姫将軍2 〜導かれし魂の系譜〜
『幻燐の姫将軍2 〜導かれし魂の系譜〜』（げんりんのきしょうぐん2 みちびかれしたましいのけいふ）は2003年12月19日にエウシュリーから発売された18禁シミュレーションRPG。幻燐の姫将軍2作目で、戦姫シリーズ（『戦女神』および『幻燐の姫将軍』）の三番目のストーリー(戦姫 EPISODE-3)である。パッケージ等の表記では、「幻燐の姫将軍2」ではなく「幻燐の姫将軍II」となっている。『幻燐の姫将軍』の続編。

## ストーリー
魔族の血を引く「半魔人」の青年リウイ・マーシルン。人間族の暴力により母を、「勇者」の侵略により父である魔神グラザを失った彼は、人間族への復讐を決意し叛旗を翻す。熾烈な戦争の中で次第に彼は「人間と闇夜の眷属が共存できる世界」を目指し、賛同した者達と共に、ラウルバーシュ大陸中原北部・レスペレント地方の東の小国、メンフィル王国国王の座を手に入れた（「幻燐の姫将軍」）。
新王誕生より4年の歳月が流れ、周囲の風当たりも厳しさが和らいだ折、リウイはかねてからの夢である「人間族と魔族、及びその他の種族との共存」を叶えるべく、元カルッシャ第三王女であり現メンフィル王妃イリーナ・マーシルンと共に西の大国・カルッシャでの会談へと向かう
同会談はカルッシャ宮廷魔導師テネイラ・オストーフの尽力のもとに実現したものであり、人間と闇夜の眷属が国家の垣根を越えた歴史的会談になるはずであった。
しかし、突如身元不明の刺客が現れ会談は混戦状態に陥る。撃退したのも束の間、共存を願っていたテネイラ師は血溜まりに沈んでいた。
会談に同席していた「姫将軍」エクリア・テシュオスが倒れた刺客の鎧を剥ぐと、そこには魔族の姿があった。エクリアは彼らがメンフィルからの者であると判断。リウイは必死に否定したが聞き入れられず、這々の体でカルッシャを離れる。
会談は最悪の結末を迎え、あと一歩のところで掌からこぼれ落ちた夢…。果たしてリウイは近隣諸国との関係を改善し、自らが望む「全ての種族が共存する世界」を創り上げることができるのか、それとも…？

## ゲームの進め方
舞台となるレスペレント地方の東の国・メンフィル王国からスタートし、基本的には西へ西へと歩を進めてカルッシャ王国を目指す。時間の経過は週単位で刻まれ、各国のキースポットへ出向く（その右上に、キャラクターの顔の絵や戦闘を意味する剣のマークなどがある場合）、仲間と視察に出かける、妻イリーナや側室（後述）の誰かと一夜を過ごすなどで1週が消費される。マップの中には「次はこの場所へ行かなければならない」という「重要拠点」が定められており、決められた週が経過すると強制的にその場所でのイベントが始まる。ひとつの拠点を制圧すると次の拠点が出現する、といった流れが繰り返されていく（制圧した後、少し時間をおいて次の拠点が出現する場合もある）。そして、1つの国を制覇すると、次はどこの国へと侵攻していくかを、基本的には2択で決定する。ストーリーの大まかな流れはこれで決まっていく。
戦闘パートは戦略性SLGの流れを汲んでいる。「味方ユニット」と呼ばれる、侵攻の際にリウイが仲間にしたキャラクターを戦闘マップ上に配置し（配置できる味方ユニットの上限はマップ毎に決められている）、移動、攻撃などのコマンドを駆使して勝利条件（マップ上にいる「敵ユニット」の殲滅、全てのスイッチの作動など）を満たすことが目的となる。時間経過は「Round（ラウンド）」と「Frame（フレーム）」で表し、500フレームを1ラウンドとして、決着がつくまで無限にラウンドを重ねる（ラウンドとラウンドの間で途中経過をセーブすることができる）。各コマンドには「行動力」というものが定められており、コマンド終了後にキャラクターが消費するフレームのことを示す。つまり、コマンドを少なくして次の行動に早く移ったり、逆にその場その場で行えるコマンドを最大限に使って敵を一気に攻撃していくなど、様々な「駆け引き」の重要性が秘められている。

## システム

### ロウ値・カオス値とエンディング
このゲームには、ストーリーを通じて「Law（ロウ）値」および「Chaos（カオス）値」なるパラメータが設定されている。端的に言えば、リウイの心の中および周囲の評価を表したもので、リウイが穏やかな心で他国との交渉を行ない、また道徳的な行為を行なっていけばロウ値が上がり、逆に武力で国を抑えにかかったり本能の赴くままに破壊・陵辱を繰り返したりするとカオス値が上がっていく。そして、最終的なロウ値・カオス値の分布でエンディングが分かれていく。

### 側室
武力で制圧した国の姫や指導者は、側室として王城に招き入れることができる。メニューの「側室」コマンドを選び、キャラクターを選んで「奉仕1」「2」をさせることができるようになる。ちなみに、国家間の和平を達成し味方ユニットとなった場合は「盟友」となり、同じく「側室」コマンドで各地の視察に同行させることなどができる（これは側室となっても可能）。基本的には、側室に奉仕をさせるとカオス値が上がる。また、町娘ユイも側室に入れることができる。

## 登場国・人物紹介
国家間の争いや協力がゲームシステムの根底にあるので、その国に関係のあるキャラクターを国ごとにまとめている。キャラクターの説明文中に断りがない限り、基本的には仲間にできる（後の戦闘に参加させることが出来る）。

### リウイ・メンフィル王国
北部・東部・北西部を山脈が覆い、南は海を臨む、「自然の要塞」の中に出来た国。鉱物資源が豊富。リウイが王座を強奪した後は、周辺諸国からの貿易停止などで一時苦しんだものの、やがて金などの重要資源をメンフィルからの輸入に頼っていた国々が逆に悲鳴を上げ、またリウイの側近らの尽力も相まって以前の活気を取り戻しつつある。
リウイ・マーシルン
声 - なし
主人公。魔神の父と人間の母を持ち、その両親が人間族に殺されたことで復讐を決意、叛旗を翻す。当初は人間族を憎悪していたが、熾烈な戦争の中でイリーナやティナを始めとした数々の出会いを経た事で心境が変化。やがて「人間族と闇夜の眷属の共存」の志を掲げるに至る。メンフィル国王となった際に「大封鎖政策」により周辺諸国より孤立するも、それを逆手に取って多くの内政問題を抱えていたメンフィル王国の改革に着手し繁栄に導いた。今までの王や貴族とは違い、善政を布き自国の警護や農民の畑仕事の手伝いまでも自らこなすため、今では国民は彼に厚い信頼と敬意を寄せている。だが、彼自身の心は常に善悪の狭間で揺れ動いており、度重なる敵の謀略に心の闇を押さえきれなくなってきている。
イリーナ・マーシルン
声 - 大波こなみ
元カルッシャ王国第三王女で、現在はメンフィル王妃。心優しく聡明な女性。元々は以前のメンフィル国王子に輿入れする予定だったところを、リウイ軍に強奪される。当初は捕虜として使用人のような扱いを受けていたが、人間族と魔族の間で苦悩しながらも正道を歩もうとするリウイに次第に惹かれるようになり、リウイもイリーナに惹かれていった事で国王となった後結婚した。『幻燐戦争』においては王妃ながら魔法を活かして戦争に参加。清楚かつ真面目な性格だが、結構なやきもち焼き。
本編において姉のエクリアに殺害されるルートがあり、それが正史ルートであるとつるぎゆきのが語っている。正史ルートの続編である『戦女神VERITA』においては当然ながら死亡しているが、その魂はブレアードに捕らわれてまだこの地上におり、それに絡んだ話の展開がある。(VERITA正史ルートではその束縛から解放されて魂は再び大陸を彷徨い、リウイをそれを追って旅をするというEDになる）
ファーミシルス
声 - 春日アン
魔族の一種、飛天魔族（ラウマカール）の女性。一時はリウイと対立していたが、仕えていた主をリウイが破ったことで「強い者の下に仕える」というラウマカールの信念により仲間に。以降はメンフィル軍大将軍として戦闘の最前線で活躍している。基本的に物事に動じることはなく、戦闘を好む性格ながら頭の回転も速い。戦場で拾ったルースを鍛えており、その戦士としての才能に期待している。
リネア・エーアスト
声 - 渋谷ひな
メンフィル軍近衛騎士団副団長。後述のエスカーナやシーマと共に、傭兵としてリウイの首を狙ったこともある。性格は真っ直ぐで、剣の腕を磨く努力は片時たりとも忘れたことがない。反面、猪突猛進で融通が利かず、リウイや他の騎士達に揶揄されることもある。カルッシャの会談においてエディカーヌ帝国親善大使のオルキスを失ったため、カルッシャに対し憎しみと復讐の念を抱く。ロウエンティングではブラムとの間に子供を授かるが、真のエンティングが中立Bエンティングであることが判明したため、半ば無かったことにされている。
ティナ・パリエ
声 - ダイナマイト亜美
メンフィルの王都の神殿を拠点に、各地で奉仕活動を行なう修道女。4年前に魔族に襲われた村人の介抱をしていたところをリウイに見つかり、拉致・陵辱を受ける。しかし、そのリウイを含めたあらゆる人物に対して思いやりを持ち、慈悲の手を差し伸べる彼女の姿は、復讐心のみであったリウイの心を変え、人魔共存の理想を持つに至った直接の理由と言える。リウイとはお互いに初体験の相手。
ペテレーネ・セラ
声 - 春日アン
魔族に両親を殺されるも、リウイの父・魔神グラザの計らいを受け、リウイの身辺の世話をすることになった人間族の少女。当時リウイは人間族を憎んでいたため、普段はフードで顔を隠していた。彼女が人間であることを知ったリウイは最初は失望したものの、全てを受け入れた現在は大切な仲間として信頼を寄せている。もっとも、彼女本人は「自分はまだ力不足」と嘆いているのだが…。お酒が入ると泣き上戸。戦女神VERITAにおいて再登場し、信仰する混沌の女神アーライアの神格者となる
シルフィア・ルーハンス
声 - 青山ゆかり
人間族の女性でありながら、功績が認められ戦神マーズテリアより神格位を授かった半不老不死の聖騎士。230年ほど前のメンフィル王国建国時から王族を守り続けてきたが、リウイとの戦いに敗れて彼の配下に。その際、仕えていたマーズテリア神殿から破門を言い渡される（聖騎士にとってこれは神格位を失うという事であり、既に人間の寿命以上の時間を生きた彼女が神格位を剥奪されることは実質的に死刑と同義）。リウイが最も信頼を寄せる部下の1人であり、リウイの遠征の際には、国政は彼女に一任している。個別エンティングでは、死と引き換えに全ヒロイン中唯一リウイとの間に子供を出産する。また、戦女神VERITAにおいても、作中において、リウイとの間に男児（シルヴァン）を出産し、その後処罰される。
なお、ファンブック記載の人気投票では3位にランクインした。
リスティ
声 - 大波こなみ
睡魔族の娘で、ペテレーネと同様にリウイを「ご主人様」と慕う。性格はマイペースそのもので、口調ものんびり。戦いは好きではなく、のんびりお昼寝したり、子供達と遊んでいたりするのが好き。しかし、リウイが未だに両親を殺された時の夢に苦しむのを見ると我が事のように悲しがり、リウイに良い夢を見せてあげている（未熟なので、精気を吸うことはまだできない）。
ルース
声 - なし
魔神に家族を殺され、自身も負傷していたところをファーミシルスに助けられ、恩と復讐のためにメンフィル軍に加わったティルニーノエルフの青年。生真面目で、使用している弓の上達ぶりは師であるファーミシルスも舌を巻くほど。
ブラム・ザガード
声 - なし
レスペレント地方の遥か西、闇勢力国家ベルガラード王国から派遣された使者。酒と女が大好きで、よく酒場で給仕の娘に声をかけては軽くあしらわれ、陣中でリネアをからかっては豪快に笑う。しかし情報収集力には目を見張るものがあり、彼が世界各地にいる間者を通して得た情報によってメンフィル軍は舵取りをしていると言っても過言ではない。
味方ユニットが3人以上死亡すると助っ人として戦闘に参加してくれる。
ミラ・ジュハーデス
声 - 富樫ケイ
魔神グラザの生前から、メンフィル国内のどこかにある「闇の訓練所」と呼ばれる闘技場を切り盛りしている、神格位を持った女性。神から授けられたのではなく、自らの実力のみで神格位まで到達したという強者。とりわけグラザとは親交が深く、幼い頃に母を失ったリウイにとってもう一人の母ともいえる存在。リウイの修行も見ており、彼が未だに頭の上がらない者のひとり。
チキ・インディス
声 - 金松由花
侵攻や戦闘に必要なアイテムを売っている「ラギールの店」で売り娘を務めている、人間族の奴隷の女の子。基本的にいつもおどおどしており、話し方は少し弱々しいが、武器を見る目は確かであり、そこをリウイに誉められると頬を赤らめて照れる。足首に繋げられた鉄球は彼女曰く「リミッター」。戦闘中は性格が素に戻っている。戦女神VERITAでも登場しているが人間族設定なのに戦女神VERITAの作中の100年近い間ずっと生存している謎がある。
ギルティン・シーブライア
声 - なし
かつてはカルッシャ王国で王女護衛騎士をしていたが、亜人間（種族は不明）であったために程なく任を解かれる。イリーナの姉であるセリーヌ・テシュオスに雇われ、イリーナの護衛を任される。
オルクス・フェロザー
声 - なし
エディカーヌ帝国親善大使。魔族と人間族が共存する自国の在り方を伝える傍ら、騎士達に剣技を教えていた。しかしテネイラ事件で刺客に殺害され、とりわけ彼を師と仰いでいたリネアは憤慨し、カルッシャへの復讐心を燃やすこととなる。

### レスペレント都市国家群
レスペレントのほぼ中心に位置し、メンフィルを含む6ヶ国、それにドワーフ領とエルフ領とも国境を接している。かつては至る所で戦火が上がっていたが、現在は大商人達の力により、中立地帯として経済の中心を担っている。国軍を持っておらず、他国軍を駐屯させることで軍事的な安全を得ていた。
レアイナ・キース
声 - 紫苑みやび
国のトップに相当する都市国家長を務める女性。娼館ギルド出身。物怖じしない気の強さと巧みな会話術で、和議・交渉が中心の国家に常に利をもたらしてきた。種族を問わず受け入れるものは受け入れるが、それは国家にとっていい話をもってきた場合のことであり、彼女の信条としてどうなのかは不明。シーマ・カルネーノとは元戦友の間柄。
シーマ・カルネーノ
声 - 三島由紀
傭兵時代はその名はかなり通っており、リウイ討伐に名乗りを上げたものの、返り討ちに遭いそのまま配下に。その後は城に仕えることを拒み、娼婦として生計を立てながら、エルフの女性・エナ（声 - 宇佐美桃香）と共に孤児院を営んでいた。下の者にも潤いを持った生活がほしいと、戦争の終結を切に望む。
カーリアン
声 - 青山ゆかり
世界を気ままに放浪する、魔族と睡魔族のハーフ。リウイとはさながらお姉さんと弟のような関係であり（本人談）、4年前の戦いでも獅子奮迅の活躍を見せていたが、イリーナに対する軽い嫉妬から、リウイが王位を得ると同時に行方をくらました。しかし、気になるものはやはり気になるようで、何となくレスペレントに戻ってきて、街をふらふらしていたところをリウイに見つかり…。
幻燐戦争後、VERITA正史ルートにおいては、幻燐キャラで唯一リウイと常時行動しており、後にカーリアンは側室になり娘を産んでいる。その娘がシルフィアの息子のシルヴァンと結婚して孫娘であるメンフィル第一皇女「リフィア」が生まれる事となる。
ミオ・クライス
声 - なし
風の帝国シルメキアから、国の財宝を探して旅を続ける少年。バルジア王国（後述）王都ホトスで用心棒のアルバイトを探していたが、話がこじれていたところをカーリアンに助けられる。リウイの面影を彼に見出したカーリアンは彼の旅に無理やり同行。呆れたものの断る理由もないので、しばらく行動を共にする。醒めた視線で物事をとらえることが多いが、歳相応にウブ。
幻燐戦争後、戦女神VERITAにて、メンフィスから離れて旅に出ている事が判明している。
ラージャ・レネーテ
声 - 富樫ケイ
人間族でありながら、リウイ達と行動を共にしていた盗賊の娘。リウイの王位取得後は王城暮らしもしていたが、本業が忘れられずに城を抜け出す。たまたま盗みに入った家にリウイが招かれており、事の顛末を聞いて再びリウイに力を貸すことに。お酒が入ると笑い上戸。幻燐戦争後、戦女神VERITAにおいて、広い世界を見てまわりたいとニーナと共に旅していることが判明。
リシェル・フルート
声 - 伊藤瞳子
レスペレント東部の街・ラクで、盗賊集団「夜爪団（やしょうだん）」に対する警備をレアイナより任された女性。また、レアイナの命を受けメンフィル侵攻に対する交渉も担当。軍事的にも政治的にもかなり優秀なのだが、男性と私的に会話をしたことがほとんどなく、自分には魅力がないのではないかと思っている節がある。
エスカーナ
声 - ダイナマイト亜美
見た目こそ（中身もどこか）幼いものの、実は長寿族であるイルビット族の女性で、彼女自身も300歳はゆうに超えている。こちらも過去に傭兵としてリウイの首を狙って失敗し、配下につく。一時期はメンフィルの魔術学院長として迎えられたものの、探究心が抑えきれずに再び旅に出てしまい、その後実に彼女らしい場所で再会を果たす。
ナザック・オルム
声 - なし
夜爪団の頭。西へ向かって侵攻を続ける魔族の王に興味を示し、手を組もうと画策する。粗暴な性格だが、利害の面になると思慮深い。使用武器である斧の命中率が低く、また戦闘中に突然自分勝手に攻撃を進めてしまうので、後述のファンブックでは「使えないキャラクター」第1位に輝いてしまった。スタッフ曰く「彼を使ってクリアしてこそ真の漢」。
レティーニ・パトラ
声 - 神崎ちひろ
元々は旅芸人の一座で踊り子をしていたが、半魔人の王に好奇心を持ち、一座を抜け出して陣中に潜り込んだところを捕獲される。その後もなぜかメンフィルに加勢、得意の踊りで野営地の戦士達の目を楽しませている（おひねりをもらっているらしいが）。かなりの世間知らずで、「どうして？」「それなぁに？」が口癖。
ユイ・カナッシャ
声 - 神崎ちひろ
ラクの街に住む、ごく普通の女の子。夜爪団が拉致し、リウイと手を組むために貢ぎ物として差し出された。発売後に人気が出たキャラのひとりで、ファンからの要望に応え、Ver.2.0からは味方ユニットにすることができるようになった（オプション設定が必要）。

### セルノ王国
若き王イオーノ・サウリンが治める、木々の緑が豊かな南北に細長い国。東を流れる川の向こうには、かつて同じ国家を形成していたバルジア王国があり、互いに正当な国家であると主張している。異邦者に友好的で、もうひとつの隣国・レスペレント都市国家群とは良好な関係を築いている。
ラピス・サウリン
声 - 逢川奈々
現在のセルノ国王の妹で、国の軍事を管理する。国家の北半分を占める森林地帯の警備隊の指揮も執っているが、争いは好まず、武力ではなく和平によって同盟を結びたいと願っている。幼い頃に魔神グラザと数度会ったことがあり、彼の優しさも知っていたため、その息子＝リウイ・マーシルン国王がテネイラ事件を起こすのは不可解だと考えている。
ヒロインの中でも人気は高く、人気投票では1位にランクインした。

### バルジア王国
120年前に、セルノ王国から内乱により分離独立。その後は徹底した政治教育を行ない、その結果、国民はセルノに対して敵対感情を抱いている。南部の港町ホトスは、わずかな海岸線を森に奪われているレスペレント都市国家群を始めとする、中部・南方諸国の海の玄関口として栄えている。
リン・ファラ＝バルジアーナ
声 - 岩泉まい
バルジア王国王女。名前の間の「ファラ」は、王家の正当な血筋であることを主張するためのもの。周囲の人間が自分とセルノのラピス王女を常に比較するため、内気だった性格は次第にライバル心へと変わり、彼女より上を目指すために自ら剣を取り戦いに身を投じる。
シェラ・エルサリス
声 - 紫苑みやび
遥か古代「先史文明期」に造られた兵器。普段は「SG-2R」という鎧だが、生娘を捧げ、その娘を自らの中に取り込むことで機能する生体兵器。感情がなく、何が起きても無表情だが、裏を返せば非常に冷静な判断力で戦況を優位に進めるということである。しかし、「彼女」を得るための代償は決して少なくない。
メルキュール・リネット
声 - 逢川奈々
前作では傭兵として（お金を出せば）リウイ側に加わった彼女も、現在では「メルキュールの店」という傭兵斡旋所主人兼所属傭兵となっている。彼女とお酒はもはや運命共同体で、程度の強弱はあるが常に酔っている（戦闘中でも）。時にお酒に慣れていない者も巻き込んで酒盛りを開き、ある意味でリウイも頭を痛めている。
彼女を始めとする傭兵は、お金を払うことで味方ユニットに加えることができる。体力が0になっても死亡することはないが、メルキュールの店に戻ってしまう。再び雇う時は、本来必要とする値段の倍額を払う必要がある。
シャルーヌ・サプラス
声 - 三島由紀
傭兵のひとり。人間族の修道女だが、とにかくお金にうるさいので聖職者としての仕事を失った。今は戦場での救済活動を建前に神の加護を受ける日々である。
ラファール
声 - 奥田香織
傭兵のひとり。「分捕り睡魔族」の異名を持ち、気の強い性格でぐいぐいと戦闘を進める。考え方が人間族に近く、睡魔族としては一風変わった存在。
ネージュ
声 - 金松由花
傭兵のひとり。自ら考えて行動する水の精という、非常に珍しい存在(本来、水の精は使い魔として主人の思いのままに行動する)。ただ、やはり水の精なので口調は片言。
ダルティフィス・ロンド
声 - なし
傭兵のひとり。普段は寡黙で、キワモノ揃いのメルキュールの店の中で唯一の良心となっているが、戦闘になるとまるでバーサーカーのような戦いぶりを見せる。

### スリージ王国
北と南を未開の森林に囲まれた、中央西部の小国。国民の半数近くが人間族と獣人族との混血で、獣人族と人間族、それに混血族の三つ巴の派閥争いが絶えない。また、北の隣国カルッシャの要請で魔族討伐に国民を駆り出され、更に国王ガゼル・イオテールが心労で倒れたこともあり、国内は半ば混乱状態に陥っている。
セリエル・イオテール
声 - 蓮香
国王ガゼルの孫娘。獣人族の血が4分の1入ったクォーター。幼い頃から蝶よ花よと育てられてきたため、政治とはおおよそ無縁の場所にいたが、祖父の病気で状況は一変。ただでさえ先述の問題を抱えた上に、カルッシャとメンフィルとの動向や南西の隣国フレスラントとのぎくしゃくした関係などにも追われ、おろおろする毎日である。
メル
声 - 宇佐美桃香
スリージの守護神として、長年王家を支えてきた聖獣レネット…なのだが、正直とてもそうとは思えないほど子供っぽく、いつもは現在の主人であるセリエルと遊んでいたり、慌てる主人に容赦ないツッコミを入れたりしている。一応知能は高いのだが、性格からかそれを存分に活かしきれていない様子。本来は猫のような姿だが、人間の姿になることもできる。
シウム・センテ
声 - なし
スリージ北部にある、カルッシャを臨む丘の上の庵で監視を続ける獣人族の老人。とは言え、かつてガゼル王に仕え、百戦錬磨で鍛えたその戦闘術は、今なお若い戦士に勝るとも劣らない。王女セリエルをまるで孫娘のように可愛がっている。綺麗好き。

### フレスラント王国
南西に位置する、長い歴史をもった国。カルッシャと最も親密な関係にある国である。生活水準こそ高いものの、厳しい階級制度が敷かれているために格差は大きい。また他種族への偏見も強く、とりわけテネイラ事件の後では、カルッシャに続いて魔族掃討を強く推し進めてきている。
リオーネ・ナクラ
声 - 金松由花
国王ブライアの愛娘で、王族初の将軍職に就いた女性。彼女のおかげで、元々軍事力が心もとなかったフレスラントは急激に力を蓄えてきている。姫将軍エクリアを心から崇拝し、自身も最も忌み嫌う種族である魔族を殲滅するべく、様々な行動に出る。各国の姫君の中でもその実力はトップクラス。

### クラナ王国
レスペレント都市国家群の北に位置する国。優れた石造文化を利用した城や住居を構えている。古くから「侵略によってのみ国を潤すことができる」との教えがあり、王の椅子でさえも血で血を洗って奪い合うその姿を、近隣諸国は「蛮族国」と恐れている。
ニーナ・クオパス
声 - 本田みか
「魔性の巫女」と呼ばれ、クラナのほぼ全国民が崇め讃える預言者。その驚異的な予言力で、少数民族だったクラナ族をひとつにまとめ上げたのが彼女である。神格者であるため、既に130年以上の時を生きているにもかかわらず外見は若い女性のままである。破壊と殺戮を繰り返す王を何度も諌めてはいるものの、それが実を結んだことはない。幻燐戦争後、戦女神VERITAにおいて、広い世界を見てまわりたいとの事でラージャと共に旅していることが判明。
ジオ・ニーク
声 - なし
先代の王を自らの腕で引きずり下ろした、現在のクラナ国王。「力こそ正義」の信念が示すとおり、自分の力には絶対の自信を持っているが、ニーナの予言力は認めており、自らの地位を維持するには彼女の力が必要であると理解している。彼との戦闘ではどちらかの死をもって決着となるので、仲間にはならない。

### グルーノ魔族国
クラナ同様、複数の部族から成り立っている国だが、その大半はゴブリンやオーク族で、部族単位で砦を築き、略奪や殺戮を繰り返している。特に敵対している人間族やドワーフ族が捕らえられると、虐殺や奴隷化は免れない。
ディアーネ
声 - 萌木唯
絶対的な力で、部族の乱立するグルーノをまとめ上げる魔神。その力は相当なもので、彼女が一声かけると地方の戦士達もすぐに飛んでくるほど。力のないものは、彼女に睨みつけられるだけで石化の憂き目に遭ってしまう。戦いと快楽のみを愛し、自らの欲望のままに突き進んでいく。リウイに敗北し、捕らわれた後、魔力を奪われて一時的に身体が子供のように小さくなった。ブレアードに召喚された「深凌の楔魔」と呼ばれる10柱の魔神の1柱で、序列第九位（リウイの父グラザは第四位）。

### ティルニーノ部族国
「土の住人」ティルニーノエルフが人口の大半を占める北部の小国で、人間とエルフの間に生まれたハーフが多く、また知識や文化水準も人間族とほぼ変わらない。しかし、東で国境を接するグルーノと交戦中であり、国民は魔神の脅威に怯えながら人間族との共存の道を探っている。
フェイエ・ルート
声 - はるかめぐみ
他国と戦争が起こった際には自ら指揮を執るティルニーノ女王。老いることを知らないティルニーノエルフの中でも、彼女は実に400歳を越えるといわれている。この国の住民は、他のエルフとは違い異種族間の交流に寛大であり、彼女自身もまた、グルーノ討伐に手を貸してくれるなら、種族を問わず受け入れたいと思っている。

### ミレティア保護領
もともとはレスペレント都市国家群の一部地域だったが、民族や文化ではなく商業を中心にすえる政策に嫌気が差し、隙を突いて内乱を起こす。カルッシャの武力介入で沈静化はしたが、その際にカルッシャの保護領となる。正式な独立を目指し、軍事力強化に余念がない。
ティファーナ・ルクセンベール
声 - 神崎ちひろ
ミレティア保護領領主として、民から熱い支持を得ている少女。2つの大鎌を背負い、飛竜を駆って戦場を舞う。東へ遠征に出ていた際に仲間とはぐれ、夜爪団のアジト付近で竜の傷を癒していたところをリウイに見つかる。お互い素性は明かさなかったものの、徐々に男の正体を感づき始めた彼女は、他の者同様、聞き伝えと自身が目にした事実とのギャップに悩む。
仲間になるのは終盤だが、その人気は高く、人気投票では2位に輝いた。その人気の高さゆえに戦女神VERITAのAPPEND DISKにて追加キャラとして再登場を果たしている。

### カルッシャ王国
領土の大きさではフレスラントに引けを取るものの、その政治力、経済力、そして何よりもその軍事力は諸国にとってまさに脅威そのもの。数少ない穏健派であったテネイラ師が殺害されたことによってブレーキをかける者がいなくなり、魔族討伐を名目に、周辺諸国の統一を目論む。なお、カルッシャの人間は基本的には仲間にならない。
エクリア・テシュオス
声 - カンザキカナリ
カルッシャ王国第一王女にして、周辺国に知らぬものはいないというほど有名な人物。姫神フェミリンスに関わる名を持っているが、そちらは世間には隠されている。その圧倒的な実力で国民からは「姫将軍」と讃えられ、周辺国からは畏れられてきた。特に、魔法の実力と魔力に関しては人間とは思えない程に強大であり、他国もこの「無言の圧力」の前に表立った敵意は見せてこなかった。常に仮面をつけており、その素顔を見た者はほとんどいない。普段は心優しく聡明で、配下達からの支持も非常に高いが、最近では以前にはなかった容赦のない一面を見せる事もある。
レスペレント地方での戦乱を画策し多くの人々の運命を狂わせた張本人だが、なぜ彼女がそんな行動に出たのかについては、フェミリンス一族の長女が代々継承し続けている殺戮の呪いが関係している。生まれてより常に身に付けている魔具たる仮面によって呪いを抑え続けていたが、歳を重ねるごとに強くなる呪いはエクリアが耐えられる限界を超え、母親の死の真相による憎悪、姉妹の中で自分一人だけが過酷な運命を背負わされた事への怒り、三姉妹でただ一人女の幸せを掴んだイリーナへの嫉妬など、負の感情を殺戮衝動へと転化・増幅しついに姫神覚醒への道を歩んでしまう。
全ての戦いが終わったあと、抗えぬ呪いに翻弄され暴走した結果招いた悲劇に耐えられず、戦乱の最中に出会った神殺しセリカに自身を殺してもらうため（当時は妹セリーヌに呪いが移るのを恐れて自殺はしようとしなかった）、彼を追って南の砂漠地方へと姿を消した。（話が戦女神VERITA序盤へと続く）
セリーヌ・テシュオス
声 - 蓮香
カルッシャ王国第二王女。つまりエクリアの妹で、イリーナの姉である。生まれつき病弱で、外で身体を動かすことができず、いつも寝台の上で本を読んでいる。争い事は好きではなく、常に姫将軍として戦場に立つ姉を心配している。
ステーシア・テシュオス
声 - 奥田香織
カルッシャ王国第二王妃。テシュオス三姉妹の母・前王妃リメルダの死後、国王ラナートの後妻となり、息子を授かる。常に豪華な装飾品や香水に身を包み、厳しさを増すカルッシャの内政は彼女の贅沢のせいだと噂されている。エクリアの事を非常に嫌っているが、そこには単なる王位継承権だけに留まらない理由が存在する。サイモフと共に国王を言いくるめ、前王妃リメルダを暗殺したという秘密を持っている。
サイモフ・ハルーイン
声 - なし
もともとカルッシャの王宮で司祭をしていたが、その政治力が認められ宰相となる。エクリアの不穏な動きやステーシアの我がままぶりなど、悩みの種は尽きない。ミレティア領主ティファーナは彼を敬愛しており、彼もまたミレティアの某所にある魔法装置で武力向上を目指す。国を想うあまり、フェミリンスの呪いを受け継ぐリメルダの暗殺に手を貸すが、その事が巡り巡ってエクリアが呪いを抑えられなくなった理由となり、戦乱の原因となってしまった。戦乱が終わった後、メンフィル王国の属国となったカルッシャ王国の統治の為そのまま宰相を続ける事となるとあったが、幻燐戦争後、戦女神VERITAおいて、ティファーナと共に巡礼の旅をしている事が判明する。
レオニード・テシュオス
声 - なし
カルッシャ王国皇太子。ラナート王最初の男子で、2年後には時期国王の椅子を任される予定だが、それで盛り上がっているのは彼と母ステーシアくらいのもので、政治よりも貴族令嬢との逢瀬に時間を割く姿に多くの者は不安の色を隠せず、エクリアを擁立しようとする動きも根強い。腹違いの3人の姉のことはあまり快く思っていない様子。意外に肝が据わっており、母親想いの一面をのぞかせることも。

### その他
ケルヴァン・ソリード
声 - なし
4年前のリウイ決起（前作）から付き添う参謀。今作においても「大封鎖」政策を撤回させ、メンフィルとカルッシャの会談を設けるなどの功績を治めるも、テネイラ事件後は行方不明に。リウイを欺き、カルッシャ、ティルニーノの周囲で暗躍。自分の野心のためなら味方をも平気で欺く謀略を厭わない危険な存在。幻燐戦争後、戦女神VERITAの闇ルートにおいてすでに亡くなっている事が判明している（同じような謀略家の魔人に対して、カーリアンが「あなたに似た人物が“最期”どうなったか知っている？」と最期（死）をほのめかしている。）
マーリオン
声 - 岩泉まい
水の使い魔。主リウイの心がわかり、片言ではあるものの言葉を発して、時折リウイ自身も気づかなかった心の部分を教えてくれることも。幻燐戦争後も、イリーナで眠る墓の近くの湖にいる（戦女神VERITAにおいても再登場）
ジール
声 - なし
土の使い魔。主リウイと意思疎通はできているが、言葉を発する術を持たない。
ファラシス
声 - なし
火の使い魔。遺跡のトラップにはまっていたところを主リウイに助けられる。
ミストラル
声 - 本田みか
風の使い魔。リウイが渓谷を渡っていた際に開けた封印つきの宝箱の中から出てくる。言葉は話せず、「ひゅぅぅっ」や「うひゃぁぁぁ」など、風を切るような音でリウイと意思疎通を行なう。幻燐戦争後リウイの元を離れるが、リウイ自身は気ままな風の使い魔という事で気にしていなかった。『戦女神VERITA』にてダンジョンの宝箱に魔物のいたずらで閉じ込められていたところをまたもリウイに助けられる。
シュヴァルティア
声 - はるかめぐみ
比較的年齢の若い、光の飛天魔ラクシュカールの女性。正義と礼節を重んじ、曲がったことが大嫌い。ダンジョン内で魔物に正義とは何かを説いていたところを捕まって封印されるなど、愚直ゆえにどこか抜けている部分もある。
エウシュリーちゃん、ブラックエウシュリーちゃん
声 - ダイナマイト亜美、青山ゆかり
エウシュリーの「マスコットキャラクター」の欄を参照。
謎の男
声 - なし
薄汚いフードで顔を隠し、尋常ならざる力を秘めた魔剣を携えた、見るからに怪しげな風貌の男。飄々とした性格でいまひとつ真意がつかめないが、神殺しと呼ばれている伝説の男らしく、彼が発する魔力はもはや人間のそれではない。カルッシャ宰相サイモフに頼まれ、エクリアの首を狙うが…。
『戦女神』からの参加キャラで、主人公のセリカ・シルフィルその人。この時代で後の使徒長となるエクリアと出会い、彼女が国を追放された後共に旅するようになる。その経緯は『戦女神VERITA』にて語られる。

## ネタバレに関する情報
- エンディングは、まず4つの土台があり、それから各キャラクターへの個別エンドへと分かれていく。土台の4つは、ロウエンドとカオスエンド、そして中立A・中立Bエンド。カオスエンドからはディアーネとの、中立Bエンドからは条件を満たすとカーリアン、ティナ、ペテレーネ、ファーミシルス、シルフィア、レアイナ、ラピス、リン、セリエル、ニーナ、フェイエ、ティファーナ、リオーネとの個別エンドへと発展していく。
- 謎の男の名前はセリカ・シルフィル。これは、同じくエウシュリーの看板タイトル『戦女神（いくさめがみ）』シリーズの主人公である。外見上は女性のようだが、それは古き女神の肉体を持っているためであり、実年齢は数百歳（戦女神ZEROの作中で少なくとも170年経過しており、公式設定で戦女神ZEROは650年前、幻燐の姫将軍は戦女神２の150年前と発表された）。剣に封印されし魔神ハイシェラ（声：知七）と共に世界を渡り歩く、“神殺し”の二つ名を持つ不老の戦士である。
- エクリアが常に仮面をつけているのは、母リメルダから魔力と共に受け継いだ、姫神フェミリンスの呪いを抑えるため。ケルヴァンにより母が父であるラナート国王と宰相サイモフに殺されたことを知り激怒、力を抑えきれずに“殺戮の魔女”エクリア・フェミリンスとなるが、ストーリーの中盤から終盤に移る頃にセリカと対峙し一戦交える。力の差は歴然としていたが、とどめを刺すどころか「呪いを背負って生きるお前の未来を少し見たくなった。いつか殺してほしくなったら俺の元へ来い」と言い捨てて去るセリカに、言いようのない複雑な感情を抱く。
- リウイの母の名前は、アリア・フェミリンス＝マーシルン。つまり、他ならぬリウイ自身も、姫神フェミリンスの血を引き継いでいたのである。ロウエンドでは、それを知ったリウイは自らの命をもってエクリアの呪いを解くことを決意。しかし、今までの数年間を共に戦ってきた仲間達、とりわけ、愛する夫の死を悲しみ、嫌い、防ぎ護ろうとするイリーナらの必死の介抱によって全治数ヶ月程度の怪我に留まる。
- ロウエンド以外では、イリーナはエクリアの手で殺されてしまい、カオスエンドと中立Aエンドではリウイがそのエクリアを殺して最後のシナリオへと進むが、中立Bエンドではリウイは自らの様々な感情をこらえてエクリアを逃がす。姫神の力に溺れていた状態から目が醒めたエクリアは自らが犯した罪に耐えきれず、自分を殺してくれるただ一人の人物・セリカを求めて逃げるように旅に出る。プロデューサーのつるぎゆきの曰く、「中立Bこそが真のエンディングであり、これこそが『幻燐』シリーズと『戦女神』シリーズ(VERITA)とのつなぎ目である」とのこと。
- 中立Bから戦女神シリーズVERITAの序章へと続く。エクリアが南の砂漠へと逃亡する際に、セリカと再び出会い、セリカに贖罪を求めようとセリカについていく所からVERITAでの話が始まる。（幻燐2のENDからVERITA序章の間の年月はさほどない）。また、戦女神VERITA内にて百年近い年月の話（『戦女神』の数年前までの話）がされる事となる
- 『幻燐』の4年後が『幻燐2』という位置づけだが、さらに百年程の時を経て『戦女神』と『戦女神2』の世界観へとつながっていく。これら2シリーズを繋ぎとめる楔となるのが、『戦女神VERITA』である。なお、場所が離れているため直接的な関係はないが、同じくエウシュリーの作品『峰深き瀬にたゆたう唄』は『幻燐2』のおよそ百年後、ほぼ『戦女神』と同時期の設定となっている。さらに『姫狩りダンジョンマイスター』とは同時期の設定でかつ異次元の話とされている。
- 『戦女神ZERO』はシリーズ全ての始まりの物語として、『幻燐の姫将軍』の約500年程前〜直前までを描く物語となっている(ラストバトルからエクリアを見かけるエピローグまでの間に約300年以上経過している事が戦女神VERITAで判明している)。

## スタッフ
- 企画・プロデュース：つるぎゆきの
- 原画：鳩月つみき
- シナリオ：松江旺來（まつえ・あきら）
- グラフィックチーフ：JENNI
- サブディレクター：heki.
- メインプログラム：KTI
- プログラム：FALS

## 主題歌
「導かれし魂の系譜」
歌 - 島宮えい子 / 作詞 - 鳩月つみき / 作曲 - 森野いずみ

## 関連商品
ファンブックとして2004年5月28日、株式会社MCプレスより『幻燐の姫将軍II 〜導かれし魂の系譜〜 公式ガイドブック』が発売された。各キャラクターの設定集や攻略法の他に、Ver.2.0のアップデータやオリジナル壁紙などが入ったアペンドCD-ROMが同梱された。Ver.2.0では、新規アイテムやおまけのバトルシナリオ、それにラギールの店の売り娘・チキのニューコスチュームが追加され、さらに町娘ユイおよび姫将軍エクリアを味方ユニットにするか否かなどの詳細設定が可能になった。現在ではファンブックは発行を終了したが、アペンドディスク自体は通信販売で手に入る（詳しくはエウシュリーのホームページまで）。